# Koluszki
Koluszki è un comune urbano-rurale polacco del distretto di Łódź Est, nel voivodato di Łódź.
Ricopre una superficie di 157,18 km² e nel 2004 contava 22 897 abitanti.